# عباس حزباوي
عباس علي الحزباوي، شاعر عربي إيراني من مواليد 1944 بقرية أم الصخر التابعة لمقاطعة الفلاحية. والده هو الملا علي ابن راهي الحزباوي، وعباس علي الحزباوي من مواليد مسقط رأس الشاعر ابن سکیت الدورقي من محافظة خوزستان وهو الأديب والشاعر الخوزستاني المعروف.
خلال حياتة سافر الي الكويت و عاش هناك ونشرت له كثير من قصائده من طرف مجلات: اليقظة ومرآة الأمة والإيخاء...
قام بتجميع هذه القصائد في ديوان شعره العربي تحت عنوان لیلي الفنطاس نسبتا إلى إقامته في منطقة الفنطاس والتي ذكرها في بعض أبياته الشعرية مثل:

## مؤلفاته
الشاعر عباس الحزباوي له عديد من الكتب الشعرية:
1. موسوعة الشعر الشعبی (ثلاثة أجزاء)
2. أناشید أطفال خوزستان
3. من هو الشهید
4. مشاعل علی الطریق
5. سلوة الروح فی اللطم والنوح
6. دیوان أحلی القصائد فی رثاء الامام القائد
7. دیوان القصائد الخمینیات
8. الألعاب الشعبیة لعرب خوزستان (کتاب)
9. آراء فی التفسیر اللغوی للقرآن الکریم (کتاب)
10. المرأة المسلمة بین الامس والیوم (کتاب)
11. دروس فی الشعر الحسني (کتاب)
12. سالفة ابن خوزستان (کتاب)
13. حراس الثورة الاسلامیة (کتاب)
14. تجوید الصلاة: الائمة الجمعة والجماعات (کتاب)
15. دروس فی الشعر الشعبی (کتاب)
16. دروس فی الشعر العربی (کتاب)
17. هذا الرجل اعرفه: قصة حیاته جسدها في هذا الکتاب
18. تراثنا الشعبی خلال قرن (کتاب)
19. دیوان دمعة علی شاطئ الفرات (کتاب)
20. دیوان ونت گلب (کتاب)
21. الموشحات الجزء الأول (کتاب: جزئين)
22. دیوان مختارات من شعري (کتاب)